# Marino Moretti
Marino Moretti (18. července 1885 Cesenatico – 6. července 1979 tamtéž) byl italský spisovatel.
V mládí studoval herectví, pak se ale zaměřil na literaturu a v roce 1903 vydal svoji první sbírku povídek Jaro. Stal se předním představitelem modernistického proudu krepuskolární poezie, vyjadřujícího skeptické nálady jeho generace. Za první světové války sloužil jako dobrovolník v lazaretu, od roku 1923 byl redaktorem deníku Corriere della Sera. Vydal okolo padesáti knih, věnoval se próze, poezii i dramatu; pro jeho tvorbu jsou charakteristické autobiografické motivy a realistické vylíčení poměrů v kraji Romagna. Morettiho nejznámějším dílem je psychologický román Hlas boží, který vyšel i v českém překladu. V roce 1925 podepsal manifest protifašistických intelektuálů, jehož autorem byl Benedetto Croce.
V roce 1959 se stal laureátem ceny Premio Viareggio.
Po jeho smrti byla v jeho domě v Cesenaticu zřízena knihovna a muzeum.